# جزيرة ستاتن

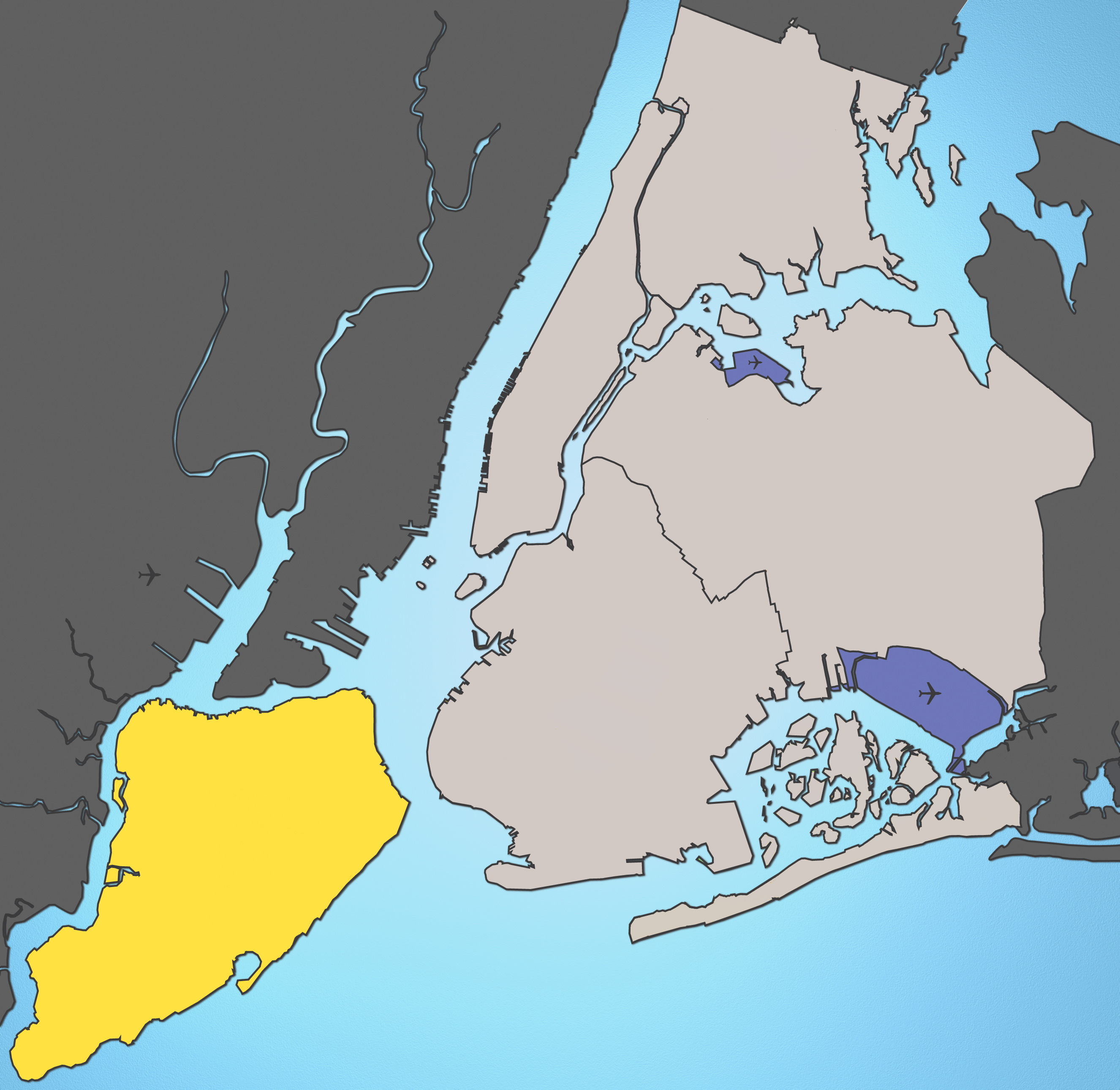
خريطة: لجزيرة ستاتين هي الحي بالأصفر

جزيرة ستاتين (بالإنجليزية: Staten Island) هي حي وجزيرة في مدينة نيويورك، وتقع جنوب منهاتن.

## أعلام
- أنطونيو ميوتشي
- دبليو ميلر
- إريك كلوز
- ثيودور ستورجيون
- كورنليوس فاندربلت
- ريكى شرودر
- أليس أوستين
- إميليو إستيفيز
- تشارلي كريستيان
- فرانكي خينارو